# Lamont Gaillard
Lamont Gaillard (geboren am 8. Februar 1996 in Fayetteville, North Carolina) ist ein American-Football-Spieler auf der Position des Centers für die DC Defenders in der United Football League (UFL). Er spielte College Football an der University of Georgia und wurde 2019 von den Arizona Cardinals in der 6. Runde des NFL Drafts ausgewählt.

## Karriere

### Highschool
Gaillard besuchte die Pine Forest High School. Er spielte auf der Position des Defensive Tackles und wurde in seinem Junior Jahr zum First-Team All-Mid-South 4-A ernannt, nachdem er in dieser Saison 100 Tackles und vier Sacks erzielen konnte. Er wurde außerdem als ein Vier-Sterne-Talent eingestuft und verkündete seinen Wechsel zur University of Georgia vor seiner letzten Highschool-Saison. In dieser letzten Saison nahm er an dem  Under Armour All-America Game teil.

### College
Gaillard spielte insgesamt fünf Saisons am College, allerdings trainierte er lediglich im ersten Jahr. In diesem Jahr wechselte er von der Defensive Line zur Offensive Line und spielte zwei Spiele auf der Position des rechten Guards in seiner zweiten Saison. In seinem dritten Jahr startete er alle 13 Spiele und wechselte dann zur Saison 2017 auf die Position des Centers. Auf dieser Position startete er alle Spiele in seinen letzten zwei Jahren. In seiner letzten Saison nahm er am East–West Shrine Game 2019 teil.

### NFL
Gaillard wurde von den Cardinals in der 6. Runde des NFL Drafts 2019 mit dem 179. Pick ausgewählt. Die Cardinals bekamen diesen Pick von den Tampa Bay Buccaneers im Austausch für die Rechte Bruce Arians als Head Coach einzustellen. Er unterschrieb seinen Rookie-Vertrag am 9. Mai 2019. Gaillard war in seinem ersten Jahr zwar Teil des aktiven Kaders, kam jedoch zu keinem Einsatz.
Gaillard kam zu seinem NFL-Debüt am 13. September 2020, dem ersten Spieltag der Saison 2020 im Spiel gegen die San Francisco 49ers als Ersatz für den verletzten Mason Cole. In der darauffolgenden Woche, gegen das Washington Football Team, machte er sein erstes Spiel in der  Startaufstellung.
Er bestritt 13 Spiele für Arizona, davon zwei als Starter. Am 21. Juli 2021 entließen die Cardinals Gaillard. Daraufhin nahmen die Cincinnati Bengals Gaillard über die Waiver-Liste unter Vertrag, entließen ihn aber im August wieder. Am 21. September verpflichteten sie ihn erneut für den Practice Squad.
Im Dezember 2023 nahmen die DC Defenders (XFL, ab 2024 UFL) Gaillard unter Vertrag.